# トルニャイ・ヤーノシュ

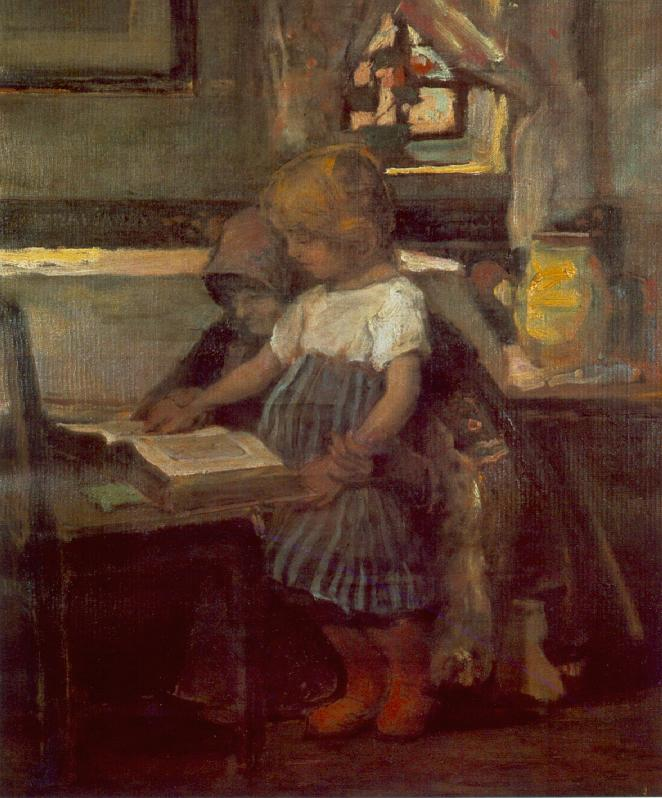
「農場のレッスン」

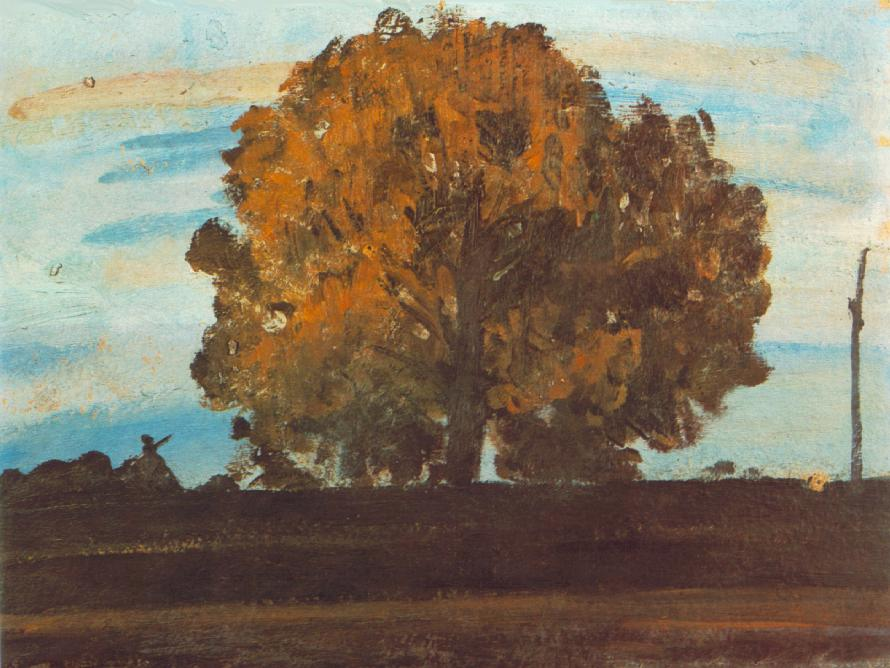
「マールテーイの巨大な木」

トルニャイ・ヤーノシュ（Tornyai János, 1869年1月18日 - 1936年9月20日）は、ハンガリーの画家。

## 生涯
農民である両親の子供としてホードメゼーヴァーシャールヘイで生まれた。奨学金で、1886年から1889年の間にブダペストで美術大学に通った。セーケイ・ベルタラン、ロッツ・カーロイ、グレグシュ・ヤーノシュらに学んだ。
1894年から1896年までホードメゼーヴァーシャールヘイ市の援助でパリのアカデミー・ジュリアンに入学し、ムンカーチ・ミハーイから学んだ。
1896年から97年にかけて、ドイツやイタリアに旅行をし、その後、ハンガリーに帰国後定住した。しかし1903年まで自分のギャラリーを持つことはなかった。
1900年に近代の残酷さと、ハンガリーの質素でつらい生活について描き、この外にラーコーツィ・フェレンツ2世のロドシュトウの亡命を描いた。ベルチェニ・ミクローシュの全身像も描いている。
1919年にブダペストに引越し、センテンドレでも絵を描いた。色彩は明るくなり、絵のスタイルも情緒的なものに変わっていった。
1934年に、ワーシャールヘイの知識人は、トルニャイ・ジャノシュ学会を設立し、作品コレクションの展覧会を開いた。

## 人物画
- 農場のレッスン(Népoktatás tanyán)(1896)
- 遺贈(Juss)(1920)
- 花屋(Virágkötő)(1933)

## 風景画
- 農場とはねつるべ(Tanya gémeskúttal)(1907)
- 広いハンガリーの平野の農場(Alföldi tanya)(1910)
- はねつるべ(Gémeskút)(1910)
- マールテーイの巨大な木(Mártélyi nagy fa)(1910)

## 遺贈
- トルニャイ・ヤーノシュ美術館 ホードメゼーヴァーシャールヘイ.
- トルニャイメダル, ホードメゼーヴァーシャールヘイの秋の展示会賞